# نادي باريس لكرة القدم للسيدات
نادي باريس لكرة القدم، القسم النسائي في النادي الذي يحمل نفس الاسم، هو نادٍ فرنسي لكرة القدم للسيدات مقره في باريس وتم تأسيسه في عام 1971 باعتباره القسم النسائي في النجم الرياضي جوفيزي سير اورج، قبل الانشقاق عن ذلك الأخير في عام 1985 إلى أن أصبح نادي كرة القدم النسائية جوفيزي ايسوني، ثم استوعبه النادي الباريسي في عام 2017.